# ゾッキヘドロン

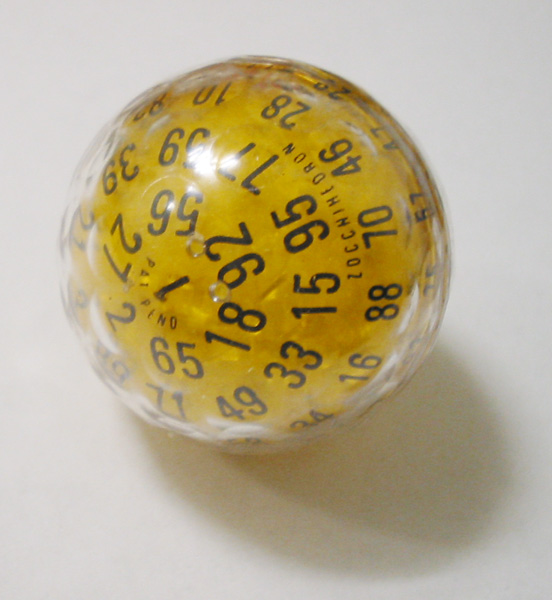
ゾッキヘドロンの直径は約38mm(1.5インチ)である。

ゾッキヘドロン(Zocchihedron) とはルー・ゾッキ(Lou Zocchi)によって発明された100面のサイコロの商標である。球を元に作られており、ゴルフボールの形をしている。

## 確率分布
いくつかの面が他の面よりも間隔が狭いような不均一な配置により、いくつかの数値が他の数値よりも出目の頻度が多くなることが疑われた。ホワイトドワーフに掲載されたテストでは、ゾッキヘドロンを5164回ロールした結果、出目の頻度は不均一であると結論付けられた。一部の数値は他の数値よりも大幅に多くなった。93を超える数値、および8未満の数値の出る確率が低い結果となった。テストが公開された後、ゾッキヘドロンは再設計され、全ての面がより均等に配置されるようになった。

## 特許
ゾッキヘドロンの外観は、2003年9月19日まで、アメリカ合衆国の意匠特許(Design patent) D303553によって保護されていた。元の特許には、ゾッキヘドロンをロールした際のブレーキの機構に関する言及は含まれていなかった。元のゾッキヘドロンには実用新案はなかったが、特許6926276ではブレーキの機構が保護された。この特許は2025年8月9日に有効期限が切れ、「マルチサイズで不規則な形状の粒子」を含む「球状ダイス」にのみ適用される。